# Eines d'Ishikawa
Les set eines d'Ishikawa, les set eines per al control de la qualitat o també simplement les eines d'Ishikawa, per a la millora de la qualitat són un conjunt d'eines bàsiques de coneixement, la majoria molt senzilles, que serveixen per a solucionar el 90% de problemes de qualitat en una empresa o organització. Aquestes eines han de ser promogudes i utilitzades per tot el personal de l'empresa, organització o entitat, sigui quina sigui la seva funció i formació; i és responsabilitat de l'alta direcció que aquestes persones estiguin prou formades com per a fer-ho sense dificultat, a més que hi hagi un temps previst per a tal cosa en el càlcul de càrregues de treball i els recursos econòmics i materials necessaris. El disseny d'alguns d'ells, però, està reservat a enginyers especialitzats.
El nom Ishikawa es deu a l'enginyer japonès Kaoru Ishikawa (1915-1989), que és qui més les ha promocionat, amb notable èxit, primer al Japó i després a la resta del món.

## Les set eines
Les eines d'Ishikawa són les set següentes:
- Diagrames causa-efecte,[1] diagrames arbre-fulles o diagrames de l'espina de peix, en bibliografia anglosaxona, de vegades, Ishikawa diagrams. S'utilitza per investigar relacions causa-efecte
- Registres de recollida de dades.[1] S'utilitza per quantificar les deficiències per tipus, per localització o per causa i així després poder analitzar les dades.
- Gràfics de control.[1] Facilita la visualització de si un procés està funcionant dins dels paràmetres de qualitat habituals i facilita la detecció de canvis de qualitat que van més enllà de la casualitat
- Histograma.[1] Mostra una estimació de la distribució de probabilitat d'una variable contínua a partir de les seves ocurrències. Es construeix a partir del nombre d'ocurrències dels resultats que pren la variable.
- Diagrames de Pareto.[1] Mostren quins factors són més significants en l'ocurrència d'efectes o problemes.
- Diagrames de dispersió.[1] Gràfic que emparella 2 mètriques i que facilita la visualització de possibles relacions entre elles.
- Estratificació[1] a vegades substituït per Diagrames de flux. Un diagrama de flux mostra un procés tal com és.